# 短萼飞蛾藤
短萼飞蛾藤（学名：Porana brevisepala）是旋花科飞蛾藤属的植物。分布在中国大陆的云南等地，生长于海拔1,650米的地区，多生于耕地边，目前尚未由人工引种栽培。